# Robert Nystrom
Robert Thore Nystrom, dit Bob Nystrom, (né le 10 octobre 1952 à Stockholm en Suède sous le nom de Nyström) est un joueur professionnel suédois de hockey sur glace. Il possède aussi la nationalité canadienne.

## Carrière de joueur
Né en Suède, il arrive au Canada à l'âge de 4 ans. Il joue son hockey junior en Alberta, notamment avec les Centennials de Calgary. Après deux saisons, il est sélectionné en 3e ronde lors du repêchage amateur de la Ligue nationale de hockey de 1972. Il est choisi par l'équipe d'expansion, les Islanders de New York. Il commence sa carrière professionnelle quelques mois à peine après avoir été repêché, s'alignant alors avec les Nighthawks de New Haven, dans la Ligue américaine de hockey. Ce club est alors le club école de la formation new-yorkaise. Il joue tout de même quelques parties dans la LNH, récoltant 2 points en 11 rencontres.
La saison suivante marque son entrée dans grande ligue. Il s'impose rapidement comme l'un des éléments importants de l'équipe. Aux cours des années qui suivent, il amasse à huit reprises 40 points et plus lors d'une saison. Il aide aussi son équipe à réussir l'exploit de remporter à 4 reprises la Coupe Stanley, au début des années 1980. Il se retire au terme de la saison 1985-1986, une blessure à l'œil l'empêchant d'évoluer à un haut niveau. Lors des deux saisons qui suivent, il occupe le poste d'entraîneur adjoint avec les Islanders avant de se retirer du monde du hockey.

## Statistiques de carrière
| Saison     | Équipe                  | Ligue      |     | Saison régulière | Saison régulière | Saison régulière | Saison régulière | Saison régulière |    | Séries éliminatoires | Séries éliminatoires | Séries éliminatoires | Séries éliminatoires | Séries éliminatoires |
| Saison     | Équipe                  | Ligue      | PJ  | B                | A                | Pts              | Pun              | PJ               | B  | A                    | Pts                  | Pun                  |                      |                      |
| 1969-1970  | Rockets de Kamloops     | BCHL       | 48  | 16               | 17               | 33               | -                | -                | -  | -                    | -                    | -                    |                      |                      |
| 1970-1971  | Centennials de Calgary  | LHOC       | 66  | 15               | 16               | 31               | 153              | 10               | 2  | 3                    | 5                    | 32                   |                      |                      |
| 1971-1972  | Centennials de Calgary  | LHOC       | 64  | 27               | 25               | 52               | 178              | 11               | 3  | 6                    | 9                    | 27                   |                      |                      |
| 1972-1973  | Nighthawks de New Haven | LAH        | 60  | 12               | 10               | 22               | 114              | -                | -  | -                    | -                    | -                    |                      |                      |
| 1972-1973  | Islanders de New York   | LNH        | 11  | 1                | 1                | 2                | 10               | -                | -  | -                    | -                    | -                    |                      |                      |
| 1973-1974  | Islanders de New York   | LNH        | 77  | 21               | 20               | 41               | 118              | -                | -  | -                    | -                    | -                    |                      |                      |
| 1974-1975  | Islanders de New York   | LNH        | 76  | 27               | 28               | 55               | 122              | 17               | 1  | 3                    | 4                    | 27                   |                      |                      |
| 1975-1976  | Islanders de New York   | LNH        | 80  | 23               | 25               | 48               | 106              | 13               | 3  | 6                    | 9                    | 30                   |                      |                      |
| 1976-1977  | Islanders de New York   | LNH        | 80  | 29               | 27               | 56               | 91               | 12               | 0  | 2                    | 2                    | 7                    |                      |                      |
| 1977-1978  | Islanders de New York   | LNH        | 80  | 30               | 29               | 59               | 94               | 7                | 3  | 1                    | 4                    | 14                   |                      |                      |
| 1978-1979  | Islanders de New York   | LNH        | 78  | 19               | 20               | 39               | 113              | 10               | 3  | 2                    | 5                    | 4                    |                      |                      |
| 1979-1980  | Islanders de New York   | LNH        | 67  | 21               | 18               | 39               | 94               | 20               | 9  | 9                    | 18                   | 50                   |                      |                      |
| 1980-1981  | Islanders de New York   | LNH        | 79  | 14               | 30               | 44               | 145              | 18               | 6  | 6                    | 12                   | 20                   |                      |                      |
| 1981-1982  | Islanders de New York   | LNH        | 74  | 22               | 25               | 47               | 103              | 15               | 5  | 5                    | 10                   | 32                   |                      |                      |
| 1982-1983  | Islanders de New York   | LNH        | 74  | 10               | 20               | 30               | 98               | 20               | 7  | 6                    | 13                   | 15                   |                      |                      |
| 1983-1984  | Islanders de New York   | LNH        | 74  | 15               | 29               | 44               | 80               | 15               | 0  | 2                    | 2                    | 8                    |                      |                      |
| 1984-1985  | Islanders de New York   | LNH        | 36  | 2                | 5                | 7                | 58               | 10               | 2  | 2                    | 4                    | 29                   |                      |                      |
| 1985-1986  | Islanders de New York   | LNH        | 14  | 1                | 1                | 2                | 16               | -                | -  | -                    | -                    | -                    |                      |                      |
| Totaux LNH | Totaux LNH              | Totaux LNH | 900 | 235              | 278              | 513              | 1 248            | 157              | 39 | 44                   | 83                   | 236                  |                      |                      |

## Trophées et honneurs personnels
- Ligue nationale de hockey
  - 1977 : participation au Match des étoiles
  - 1980, 1981, 1982 & 1983 : remporta la Coupe Stanley avec les Islanders de New York